# Gießbach (Zaya)
Der Gießbach ist ein rechter Zufluss zur Zaya bei Gnadendorf in Niederösterreich.
Der Bach entspringt etwas oberhalb von Pyhra an der Nordseite der Leiser Berge und fließt sodann nach Pyhra, passiert den Ort und strömt danach in einem großen Bogen und vorbei am Bodensteinerhof auf Gnadendorf zu, um knapp unterhalb davon in die Zaya zu münden. Sein Einzugsgebiet umfasst 10,4 km² in weitestgehend offener Landschaft.